# Renata Pęciak
Renata Pęciak – polska ekonomistka, dr hab., adiunkt Kolegium Ekonomii Katedry Ekonomii Uniwersytetu Ekonomicznego w Katowicach.

## Życiorys
23 stycznia 2003 obroniła pracę doktorską Liberalizm ekonomiczny w teorii Jeana-Baptise'y Saya, następnie uzyskała stopień doktora habilitowanego. Pracowała w Katedrze Ekonomii na Wydziale Ekonomii Akademii Ekonomicznej im. Karola Adamieckiego w Katowicach.
Piastuje funkcję adiunkta w Kolegium Ekonomii Katedry Ekonomii Uniwersytetu Ekonomicznego w Katowicach.